# Bout l'Abbé
Bout l'Abbé is een gehucht en in de Franse gemeente Bertreville-Saint-Ouen in het departement Seine-Maritime. Het gehucht ligt in het noordoosten van de gemeente, een kilometer ten noorden van het dorpscentrum van Bertreville.

## Geschiedenis
Oude vermeldingen van de naam gaan terug tot 1270 in De burgo abbatis apud Crovillam en tot begin 15de eeuw als Bosc l'abbé en Bourg-l'Abbé De 18de-eeuwse Cassinikaart toont hier het plaatsje Bois l'Abbé.  
Op het eind van het ancien régime eind 18de eeuw, toen de gemeenten werden gecreëerd, werd het gehucht ondergebracht in de gemeente Bertreville.

## Verkeer en vervoer
Net ten oosten van Bout l'Abbé loopt de weg van Dieppe naar Rouen (N27).
Bertreville · Bout l'Abbé · Saint-Ouen-Prend-en-Bourse